# 미야기 덴
미야기 덴(일본어: 宮城 天, 2001년 6월 2일~)는 일본의 축구 선수이다.

## 구단 경력
그는 2020년 J1리그의 가와사키 프론탈레에 입단했다. 2020년 J3리그의 카탈레 도야마로 임대 이적했다. 2021년 가와사키 프론탈레로 복귀했다. 2021년에 J1리그 우승, 2022년에 J리그 준우승을 차지했다. 2023년 J2리그의 V-파렌 나가사키와 몬테디오 야마가타에서 뛰었다. 2024년 가와사키 프론탈레로 복귀했다.